# Посольство Нидерландов в России
Посольство Королевства Нидерландов в России — дипломатическая миссия Нидерландов в России, расположена в Калашном переулке г. Москвы (Пресненский район).
- Посол — госпожа Йоаннеке Марейке Балфоорт (с 2024).
- Адрес посольства: 115127 Москва, Калашный переулок, д. 6, стр. 1 (станция метро Арбатская Арбатско-Покровской линии.и Филёвской линии).
- Индекс автомобильных дипломатических номеров: 013.

## Здание посольства
Главный дом городской усадьбы В. В. Думнова — Н. Л. Маркова был построен в 1817 году. Здание перестраивалось в 1887 году по проекту архитектора Алексея Щеглова и в 1896 году по проекту инженера Николая Маркова. Сохранившуюся отделку интерьеров в 1915—1916 годах осуществил архитектор Владимир Маят.

## Послы Нидерландов в России
- Каспер ван Брюгель Дуглас (1943—1946)
- Филипс Кристиан Виссер (1948—1950)
- Генри Арнольд Хелб (1960—1961)
- Аге Роберт Тамменомс Баккер (1970—1974)
- Хайдекопер ван Нихтевех (1974—1977)
- Франц Йозеф Теодор Йоханнес ван Агт (1980—1986)
- Петрус Бувалда (1986—1990)
- Губерт де Вос ван Стенвийк (1993—1999)
- Тиддо Питер Хофстее (1999—2005)
- Ян Паул Дирксе (2005—2009)
- Роналд Келлер (2009—2013)
- Рон ван Дартел (2013—2016)
- Рене Джонс-Бос (2016—2019)
- Роб Свартбол (2019—2020)
- Хиллес Арно Бесхоор Плух (2021—2024)
- Йоаннеке Марейке Балфоорт (с 2024)